# Emil Ponfick
Emil Ponfick (Francoforte sul Meno, 3 novembre 1844 – Breslavia, 3 novembre 1913) è stato un patologo tedesco.

## Biografia
Nel 1867 conseguì il dottorato di medicina presso l'università di Heidelberg e successivamente fu assistente di Friedrich Daniel von Recklinghausen (1833-1910) a Würzburg e di Rudolf Virchow (1821-1902) a Berlino. Successivamente, succedette a Theodor Ackermann (1825-1896) come professore di patologia a Rostock (1873). Successivamente fu professore a Gottinga (dal 1876) Breslavia (dal 1878), dove sostituì Julius Friedrich Cohnheim (1839-1884) come direttore dell'istituto patologico. Rimase presso l'università di Breslavia fino alla sua morte nel 1913.
Ponfick è ricordato per la sua ricerca pionieristica dell'Actinomicosi, causato dal batterio Actinomyces. Nel 1882 pubblica Die Actinomykose des Menschen, eine neue Infectionskrankheit. Contribuì anche nella sua ricerca del mixedema, scrivendo due articoli sul disturbo, Myxoedem und Hypophysis (Mixedema e ipofisi) e Zur Lehre vom Myxoedem (La dottrina del mixedema).
Nel 1874, Ponfick avvisò l'Associazione dei medici Baltici sui pericoli delle trasfusioni di sangue animale (xenotransfusione). Questo avvertimento si basò su un'esperienza avvenuta da paziente. Morì dopo aver ricevuto del sangue da una pecora. L'anno seguente il fisiologo Leonard Landois (1837-1902) dell'università di Greifswald ha sostenuto i risultati di Ponfick con dati statistici sui pericoli della xenotraffusione.

## Opere
- Die Actinomykose des Menschen, eine neue Infectionskrankheit. Monograph, Berlin, 1882.
- Topographischer Atlas der medizinisch-chirurgischen Diagmostik. Jena, 1901
- Untersuchungen über die exsudative Nierenentzündung. Text and atlas. Jena, 1914.